# Calvin Weston
Grant Calvin Weston (Philadelphia (Pennsylvania), 6 juni 1959) is een Amerikaanse jazzdrummer van de funkjazz.

## Biografie
Als kind kreeg Weston aandacht in de jazzclubs van Philadelphia vanwege zijn buitengewone motoriek. Op 17-jarige leeftijd werd hij lid van de Prime Time van Ornette Coleman, met wiens band Prime Time hij platen opnam als Of Human Feelings (1979) en tot 1987 op internationale tournees ging. Vervolgens behoorde hij tot de bands van James Blood Ulmer. In 1990 werd hij lid van The Lounge Lizards van John Lurie. Met diens percussionist Martin nam hij in 1995 het album Percussion Duets op. Met Eyvind Kang en Kato Hideki formeerde hij het trio Dying Grounds, dat zich ook uitbreidde naar Socket met Shelley Hirsch en Billy Martin. Het sextet Big Three volgde in 2002, dat probeert de sonische perceptie van Miles Davis, Ornette Coleman en Pharoah Sanders te synthetiseren. Hij heeft ook gewerkt aan projecten van Marc Ribot, Christy Doran, Derek Bailey, John Zorn en James Carter. In 2008 toerde hij door Europa met Jean-Paul Bourelly en Melvin Gibbs, evenals met Vernon Reid en Jamaaladeen Tacuma.

## Discografie
- 1990: Dance Romance (met James Blood Ulmer, Jamaaladeen Tacuma en Fostina Dixon)
- 2003: Billy Martin, Calvin Weston, DJ Logic For No One in Particular (Amulet Records)
- 2008: Nassira (Amulet Records)
- 2012: Of Alien Feelings (Imaginary Chicago Records, met o.a. Karl E.H. Seigfried)